# Sciocyrtinus elongatus
Sciocyrtinus elongatus là một loài bọ cánh cứng trong họ Cerambycidae.